# DNA出錯？
《DNA出錯?》是香港歌手黎明的國語錄音室專輯，全碟由陳永明監製，收錄了10首歌曲，專輯於1997年8月由唱片公司寶麗金首次發行。此專輯的宣傳規模較黎明以往的國語專輯龐大，分別在香港和台灣進行宣傳工作，宣傳費約港幣三百萬元，費用由贊助商惠普及唱片公司支付。

## 製作概念

### 曲風
《DNA出錯？》全碟收錄10首歌曲，以「2+5+3」（2快5慢3新）為製作概念，歌曲的曲風與黎明的造型跟他以往的音樂作品有所不同，如改唱快歌、改跳熱舞等，專輯的主打歌曲〈DNA出錯〉是一首快歌，通過歌詞反映社會的現象，而歌詞中的「他」是中性身份，因此亦被視為詮釋同性戀者的心境，並透過強烈的舞曲節奏及饒舌英文口白，展現出狂野和熱情的風格；〈遲到〉通過歌詞講述在等待愛人的一個小時中，發展出惰愛的糾纏；〈還是跟媽媽說〉以台灣當時正在上演的時代劇和流行語為元素，黎明以性感的低音演繹歌曲，並以不純正的港式台語說出「人是不是你殺的」，使歌曲帶有亡命的詭異氣氛；〈假如今夜你在我的家〉透過純情的曲風，展現出浪漫的純白夢想；〈談談情跳跳舞〉是一首快歌，透過旋律和歌詞向聽眾表達「拋開煩惱，盡情狂舞」的訊息；〈便當〉以輕鬆寫意的曲調，營造溫馨的甜蜜氣氛。

### 音樂錄像
歌曲〈DNA出錯〉的音樂短片由袁劍偉執導、張文華擔任攝影師兼美術指導、黎明和8名舞蹈員參與演出，以DNA遺傳因子出錯導致黎明大突變為拍攝題材，拍攝用的佈景包括大型九宮格鐵箱、DNA實驗室、未來舞蹈穿、時光隧道。黎明向袁劍偉和張文華講述歌曲內容並提出自己的意念，三人合作設計黎明在音樂短片中的造型，張文華認為「性感」的黎明可以為歌迷帶來新鮮感覺，因此為黎明轉換與以往不同的造型，黎明以黑色透明襯衣來展示健美的身段，並隱約呈現胸膛和乳頭，同時亦透過電腦動畫做出「突變」的效果，例如把黎明的頭髮加長及誇張的動作變化等，讓觀眾感受到「DNA錯了」的歌曲主題。音樂短片的舞蹈由梁俊忠編排，8名舞蹈員來自不同的種族，包括黑人、白人、黃種人、混血兒等，以怪異的打扮和舞步烘托黎明的演出，製作費約一百萬元港幣。

## 曲目列表
| CD       | CD                 | CD       | CD         | CD       | CD                                                           | CD    |
| 曲序     | 曲目               |          | 作曲       | 编曲     | 备注                                                         | 时长  |
| -------- | ------------------ | -------- | ---------- | -------- | ------------------------------------------------------------ | ----- |
| 1.       | DNA出錯            | 周耀輝   | 吳國恩     | 吳國恩   | 電影《愛你愛到殺死你》主題曲、電視劇《天眼》（第三部）主題曲 | 3:40  |
| 2.       | 旅途愉快           | 林夕     | 尹尚       | 陳嘉樂   |                                                              | 5:13  |
| 3.       | 遲到               | 周耀輝   | 久保田利伸 | 唐奕聰   | 原曲為久保田利伸的〈夜に抱かれて～A Night in Afro Blue～〉   | 3:38  |
| 4.       | 還是跟媽媽說       | 陳輝虹   | 小兵       | 小兵     |                                                              | 3:15  |
| 5.       | 假如今夜你在我的家 | 林夕     | M.O.Z      | M.O.Z    | 電影《愛你愛到殺死你》插曲                                   | 4:20  |
| 6.       | 談談情跳跳舞       | 劉卓輝   | 吳國恩     | 吳國恩   |                                                              | 3:35  |
| 7.       | 你讓我忘           | 劉卓輝   | 周初晨     | Alex San |                                                              | 4:30  |
| 8.       | 最後一分鐘         | 周耀輝   | 赤松英弘   | 陳嘉樂   |                                                              | 4:35  |
| 9.       | 便當               | 古倩敏   | 東野純直   | 陳美鳳   |                                                              | 3:34  |
| 10.      | 煙火背後           | 林夕     | 黎明       | 陳嘉樂   | 歌曲〈煙花背後〉國語版                                       | 4:40  |
| 总时长： | 总时长：           | 总时长： | 总时长：   | 总时长： | 总时长：                                                     | 41:00 |

## 幕後製作人員
以下是《DNA出錯？》的幕後製作人員名單：
- 鍵琴：吳國恩（曲目1,6）、陳嘉樂（曲目2,8,10）、唐奕聰（曲目3）、郭偉亮（曲目5）、Alex San（曲目7）、陳美鳳（曲目9）
- 結他：鄧建明（曲目2,3,7,9）、金小兵（曲目4）、梁志權（曲目5,8－10）、吳國恩（曲目6）
- 低音結他：Ho Chun Kit（曲目7）、林志宏（曲目9）
- 主音吉他：鄧建明（曲目6）
- 鼓：Melchior Sarreal（曲目7）
- 電子樂器：吳國恩（曲目1）、唐奕聰（曲目3）、郭偉亮（曲目5）、吳國恩（曲目6）、Alex San（曲目7）、陳嘉樂（曲目8）、陳美鳳（曲目9）
- Rap：Said Aghassaiy（曲目1）
- 和音：陳美鳳（曲目1,2,5－7,9,10）、陳碧清（曲目1）、李小梅（曲目1,3,5－10）、鍾慶鴻（曲目3,8）、周小君（曲目3,8）、譚錫禧（曲目3,6－10）、柳啟強（曲目5,9）、張偉文（曲目6,7,9,10）
- 混音：David Sum（曲目1－6,8－10）、蔡顯樂（曲目7）
- 錄音：David Sum、Rae Wu、Simon Li
- 母帶處理：楊我華
- 美術指導、攝影：張文華
- 專輯統籌：林文炫
- 指導：劉貞
- 設計、插圖：模擬城市
- 監製：陳永明
- 經理人公司：百事活娛樂事業有限公司

## 評論摘要
媒體評論指《DNA出錯？》是黎明於1990年代的國語專輯中，改變最大的一張，不但歌型迥異，在詞意方面也有大膽的表現，黎明將自己演戲的經驗轉移至這張專輯，他在演繹不同音樂唱腔的同時，亦自導自演各種不同的音樂角色，如在演繹歌曲〈DNA出錯〉和〈談談情跳跳舞〉時以1960至1970年代的喇叭褲造型跳的士高舞蹈，而歌曲〈還是跟媽媽說〉在藍調曲風的烘托下，讓聽眾嗅到屬於頹廢城市的氣味。樂評人黃國恩認為歌曲〈你讓我忘〉是深情而踏實的作品，以堅決而清晰的態度去演繹出一段感情關係，是現實的男女感情關係寫照，黎明採用從淡至深的體會來演唱歌曲，副歌的激盪心情能讓聽眾留下深刻印象。寶麗金唱片企宣部統籌黃偉菁表示《DNA出錯？》從唱片製作的內容、專輯封面影像及音樂短片的製作表現，都跟以往不一樣，歌詞方面，幾乎沒有一首歌是傳統性；曲風方面，具有多種風格，她認為這是黎明為了喜愛他的人而做的專輯，帶給聽眾新鮮感。

## 流行榜成績
以下是《DNA出錯？》專輯的派台歌曲名單，以及其歌曲在香港四大電子媒體音樂流行榜的最高位置。
| 派台歌曲／流行榜 | 903專業推介 | 中文歌曲龍虎榜 | 新城電台勁爆本地榜 | 勁歌金榜 |
| ---------------- | ----------- | -------------- | ------------------ | -------- |
| 〈DNA出錯〉      | 季軍        | 第5位          | 未能上榜           | 亞軍     |

## 獎項
以下是收錄於《DNA出錯？》專輯的歌曲獲頒發的獎項：
- 電視廣播有限公司1997年度勁歌金曲季選——第三季得獎歌曲〈DNA出錯〉
- 新城電台金曲台1997年度金心情歌頒獎禮——國語金心情歌金獎〈DNA出錯〉[17]
- Channel [V]第四屆全球華語榜中榜——中文TOP20金曲獎〈DNA出錯〉[18]
- 有線電視1997年度YMC至尊榜總選——至尊心愛國語歌〈DNA出錯〉